# Pluscula cuica
Pluscula cuica is een slakkensoort uit de familie van de Philinoglossidae. De wetenschappelijke naam van de soort is voor het eerst geldig gepubliceerd in 1953 door Er. Marcus.